# Rowena Bruce
Rowena Mary Bruce est une joueuse d'échecs britannique née Rowana Dew le 15 mai 1919 et morte le 24 septembre 1999. Onze fois championne de Grande-Bretagne, elle reçut le titre de maître international féminin en 1951.

## Biographie et carrière
Née en 1919, Rowana Dew épousa Ronald Bruce en 1940.
Rowana Bruce remporta le championnat britannique féminin en 1937, 1950, 1951, 1954, 1955, 1959, 1960, 1962, 1963, 1967 et 1969.
En 1951, elle finit deuxième du tournoi zonal, ce qui lui permit d'obtenir le titre de maître international féminin et de participer au tournoi interzonal féminin qualificatif pour le tournoi des candidates au championnat du monde féminin. Lors du tournoi interzonal disputé à Moscou en 1952, elle marqua 5 points sur 15 et finit à la douzième place sur seize participantes.
En 1966 et 1969, elle participa aux olympiades féminines au deuxième échiquier de l'équipe d'Angleterre, remportant la médaille d'argent individuelle au deuxième échiquier à l'olympiade féminine de 1966.